# Хармсворт, Вер, 3-й виконт Ротермир
Вер Гарольд Эсмонд Хармсворт, 3-й виконт Ротермир (англ. Vere Harold Esmond Harmsworth, 3rd Viscount Rothermere; 27 апреля 1925 — 1 сентября 1998) — британский газетный магнат. Он был известен как Вер Хармсворт с 1925 по 1978 год.

## Ранний период жизни
Родился 27 апреля 1925 года. Единственный сын Эсмонда Сесила Хармсворта, 2-го виконта Ротермира (1898—1978), в его первом браке (распавшемся из-за развода в 1938 году) с Маргарет Ханнэм Редхед (1898—1995), дочерью Уильяма Ланселота Редхед. Он получил образование в Итонском колледже в Англии и школе Кента в Коннектикуте, США. В начале Второй мировой войны его отец эвакуировал его в США. Позже он вернулся в Великобританию и служил в течение оставшейся части войны в британской армии, в основном в Северной Африке, но он так и не был произведен в офицеры.
После женитьбы он большую часть года жил во Франции, лишь отчасти из-за налоговых соображений.

## Деловая жизнь
Лорд Ротермир стал председателем правления Associated Newspapers в 1970 году, сменив своего отца, у которого была болезнь Альцгеймера. Он был ответственным за перезапуск Daily Mail как таблоида, после чего его тираж значительно увеличился под руководством редактора сэра Дэвида Инглиша. Его также можно считать основателем The Mail on Sunday. После смерти отца в 1978 году он также стал председателем правления материнской компании Daily Mail и General Trust plc . Он попытался объединить компании таким образом, чтобы избежать налогообложения . Артефактом этого плана стало то, что право собственности на Associated Newspapers было передано Associated Newspapers Holdings (ANH), право собственности на которую было разделено в соотношении 50,2 % −49,8 % между DMGT и его дочерней компанией Daily Mail & General Holdings (DMGH).
Дэвид Инглиш стал его преемником на посту председателя Associated Newspapers (но не ANH или материнских компаний) в 1992 году. Когда Инглиш умер в середине 1998 года, виконт Ротермир возобновил председательство в Associated Newspapers и заменил своего протеже на посту президента Commonwealth Press Union, но сам умер несколько месяцев спустя, оставаясь председателем DMGT, после того как его смертельно ранил сердечный приступ во время обеда со своим сыном Джонатаном Хармсвортом, 4-м виконтом Ротермиром.
Газеты Хармсворта поддерживали правительство Маргарет Тэтчер, но после убедительной победы Тони Блэра на парламентских выборах он перешел в Лейбористскую партию.

## Семейная жизнь
21 марта 1957 года Вер Хармсворт женился на актрисе Патриции Брукс (5 мая 1929 — 12 августа 1992), дочери архитектора Джона Уильяма Мэтьюза. У супругов было трое детей:
- Достопочтенная Джеральдин Теодора Габриэль Хармсворт (род. 25 июля 1957), в 1981 году она вышла замуж в первый раз за Дэвида джона Огилви, 13-го графа Эйрли, от брака с которым у неё была одна дочь. В 1990 году супруги развелись. В 1997 году она вторично вышла замуж за Глина Максвелла, от брака с которым у неё родился один сын.
- Достопочтенная Камилла Патрисия Кэролайн Хармсворт (род. 28 июля 1964), в 1989 году она вышла замуж за Эндрю Йетса, от брака с которым у неё было четверо детей. В 2000 году она вторично вышла замуж за Уильяма Кэмерона.
- Гарольд Джонатан Эсмонд Вере Хармсворт, 4-й виконт Ротермир (род. 3 декабря 1967), преемник отца.

После смерти своей первой жены 12 августа 1992 года, виконт Ротермир женился вторым браком на своей давней подруге, кореянке Майко Чон Шун Ли (род. 1949) в декабре 1993 года.